# Sansibar (Sylt)

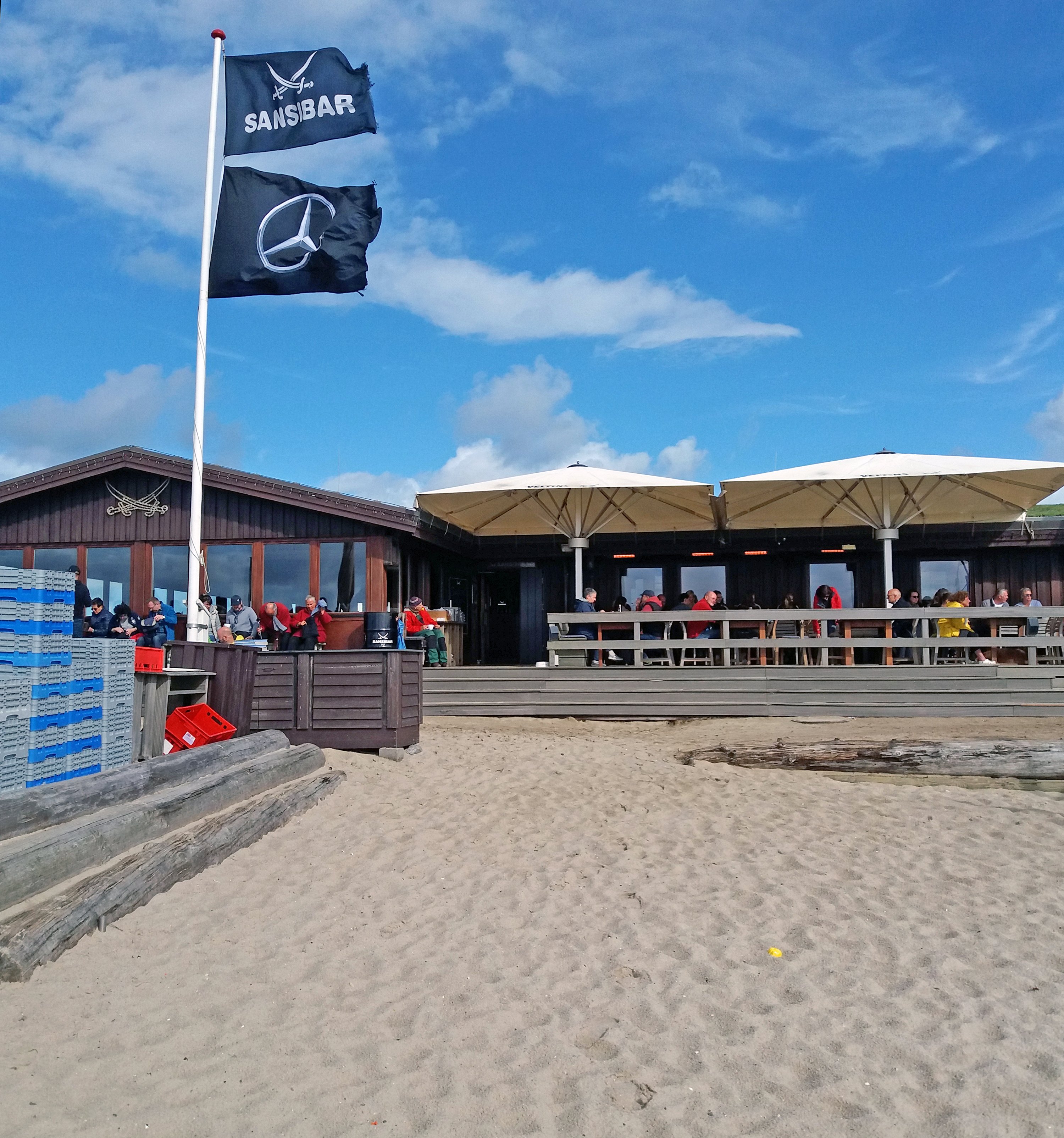
Restaurant Sansibar

Die Sansibar ist ein bekanntes Restaurant auf Sylt. Es verfügt über 160 Innenplätze im Restaurant und 250 Außenplätze auf der Terrasse und in den Dünen. Im Weinkeller, einem Gewölbe unter der Holzhütte der Sansibar lagern 30.000 Flaschen, verteilt auf 1100 Positionen.

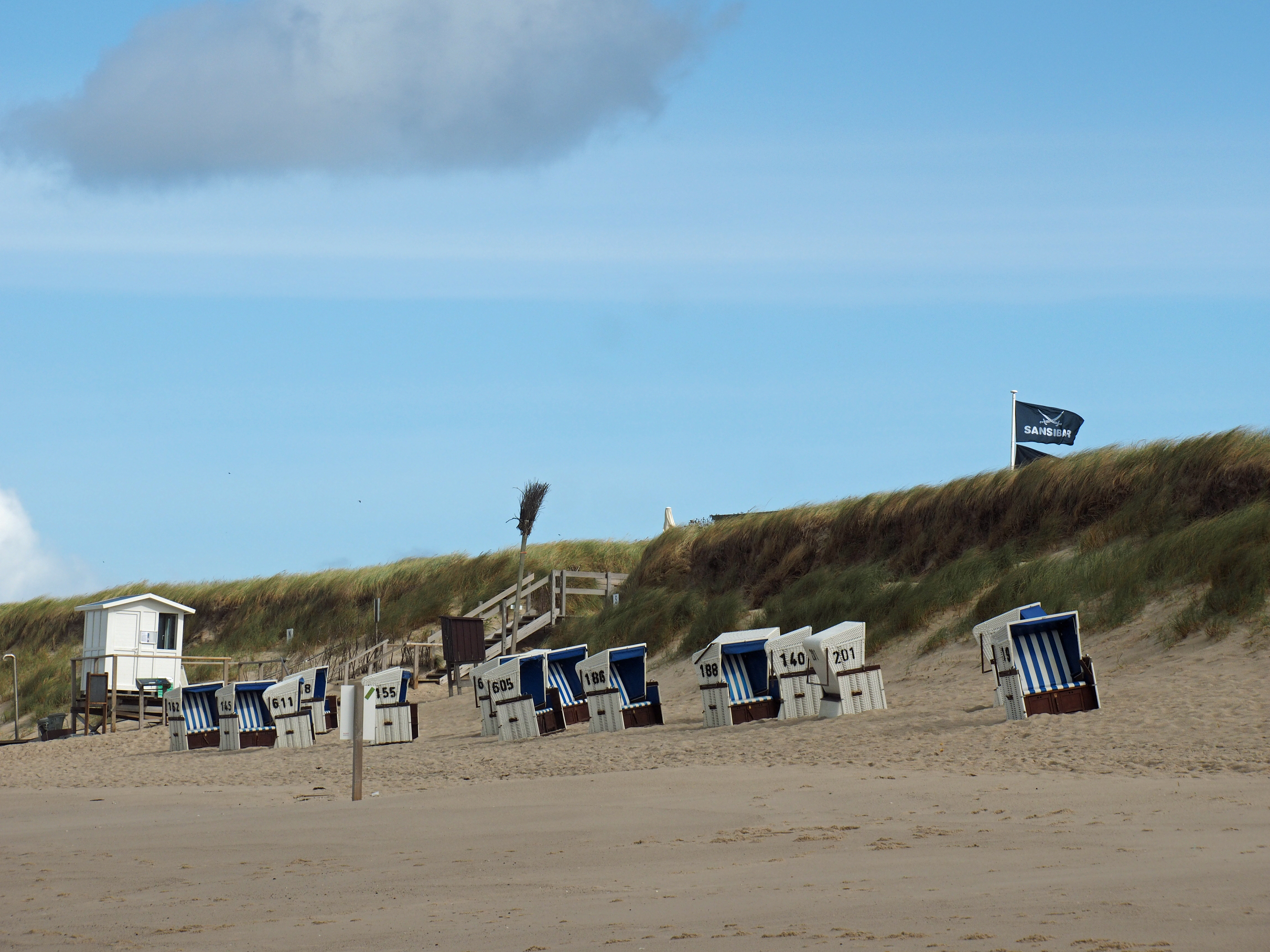
Strandabschnitt beim Sansibar

## Geschichte
1974 zog der schwäbische Koch Herbert Seckler im Alter von 22 Jahren nach Sylt. Zunächst fand er Arbeit in der Gastronomie in Westerland und kaufte dann einen Kiosk, der am FKK-Strand zwischen Rantum und Hörnum stand. Dort verkaufte er Hausmannskost, Würstchen und Pommes frites. Die Imbissbude trug den Namen „Sansibar“. Außerhalb der Saison arbeitete Seckler auf Butterschiffen, um nicht in finanzielle Schieflage zu geraten. Nachdem das damals kaum bekannte Strandrestaurant Sansibar 1982 abgebrannt war, entschloss sich Seckler, ein größeres Restaurant aufzubauen. 2009 wurde Herbert Seckler vom Gastronomiekritiker Gault-Millau zum „Restaurateur des Jahres“ ernannt. die Sansibar wurde mit 13 Punkten ausgezeichnet.
Seit 2020 ist Sebastian Prüßmann Küchenchef. Die Sansibar bewirtet täglich bis zu 5000 Gäste, serviert 2000 Gerichte und wurde 2020 als das umsatzstärkste Einzelrestaurant auf Sylt mit einem Umsatz von 24 Mio. Euro geschätzt.
2022 übergab Herbert Seckler das Restaurant an seinen Sohn Niklas.

## Name
Der Name des Unternehmens leitet sich von dem Strandabschnitt ab, an dem das Strandrestaurant liegt. Etwa ab den 1930er Jahren trugen drei der FKK-Strände der Insel Sylt exotische Namen. Der Strand bei Wenningstedt hieß „Abessinien“ und die beiden Nacktbadestrände südlich von Rantum wurden „Samoa“ und „Sansibar“ genannt.

## Sansibar in anderen Städten
Die erste Festland-Filiale der Sylter Sansibar befindet sich im Düsseldorfer Kö-Bogen. Das Restaurant mit Lounge-Bereich verfügt über eine Fläche von 400 Quadratmetern und befindet sich als in-shop-Modell im Modehaus Breuninger.
Sansibar-Geschäfte gibt es auch in Westerland, Hamburg und Baden-Baden. Geplant war einmal die Eröffnung von mindestens 40 Sansibar-Geschäften in ganz Deutschland.
2017 eröffnete in Stuttgart eine Filiale der Sansibar im zum Stuttgarter Modeunternehmen Breuninger gehörenden Dorotheen Quartier. Eine zweite Sansibar by Breuninger-Filiale wurde in Düsseldorf eröffnet.
Eine Dependance gibt es auch seit 2012 auf Mallorca, Port Adriano, unter dem Namen Sansibar Wine. Eine Weinbar in Hamburg wurde nach anderthalb Jahren wieder geschlossen.

## Sansibar-Stores
In den Sansibar-Stores auf Sylt sowie im Internetversand sind die aktuelle Sansibar-Modekollektion, aber auch Schuhe, Taschen und Accessoires sowie Weine und ein Speisensortiment zu erwerben. An Bord des Kreuzfahrtschiffs Europa befindet sich eine Filiale der „Sansibar“. Von 2007 bis 2017, mit Intensivierung ab 2013, war die Sansibar Namensgeber für Menüs, die es bei der mittlerweile insolventen Fluggesellschaft Air Berlin an Bord aller Kurz- und Mittelstreckenflüge ab 90 Minuten Flugdauer zu kaufen gab.
Weitere Niederlassungen gibt es beispielsweise im AEZ in Hamburg.

## Sponsoring
Ab der Saison 2014/15 ist die Sylter Sansibar – zunächst für eine Spielzeit – Hauptsponsor der FC Würzburger Kickers in der Regionalliga Bayern. Das Sponsoring bei dem ambitionierten Club, der in drei Jahren den Aufstieg in die 3. Liga realisieren wollte, und dem dies bereits nach einem Jahr gelang, ist das erste dieser Art für das Unternehmen. Würzburgs Trainer und Ex-Profi Bernd Hollerbach hatte den Kontakt zwischen dem Verein und der Sansibar vermittelt und die Unternehmensführung für das Projekt begeistern können.
Seit der Saison 2015/16 ist die Sansibar Sponsor des Handball-Bundesligisten THW Kiel.